# ペルーの大統領の一覧
ペルーの大統領（ペルーのだいとうりょう スペイン語: Presidente de la República del Perú）は、ペルーの元首であり、政府の長たる大統領。

## 選出
有権者による直接選挙で選出される。1回目の投票で過半数を制する候補がいない場合は得票数上位2候補で決選投票を行う。大統領及び副大統領がペアで選出される選挙制度となっている。

## 権限
- 国民へ勲章を授与する権利
- 宣戦布告や緊急事態宣言の発出権（議会の承認が必要）
- ペルー最高裁判所からの報告に従い、身柄引き渡しを許可する権利（閣僚評議会の承認が必要）
- 国債の管理権
- 外交官の接受
- 全閣僚の任免権
- 議会の招集
- 国軍の指揮権

## 継承順位
大統領が死亡、辞任、解任、執務不能などの理由により、大統領が職務を執行できない場合は以下の者が各役職を辞職した上で大統領に昇格する。過去にはマルティン・ビスカラやディナ・ボルアルテのように、第一副大統領が大統領に昇格した例もある。
| 継承順位 | 職名           | 現職者                   |
| -------- | -------------- | ------------------------ |
| 1        | 第1副大統領    | 空席                     |
| 2        | 第2副大統領    | 空席                     |
| 3        | 共和国議会議長 | エドゥアルド・サルフアナ |

## 大統領の一覧
| ペルー共和国 (1821-1836)         |                                                                                             |                                |                        |                                 |                                 |                          |                                                      |
| 代                               | 大統領                                                                                      | 大統領                         | 所属政党               | 期                              | 在任期間                        | 在任期間                 | 備考                                                 |
| 00－                             | ホセ・デ・サン＝マルティン José de San Martín                                               |                                | 無所属 （軍人）        | －                              | 1821年8月3日 - 1822年9月20日    | 1年 + 48日               | 元首 （護国卿）在任中に辞任                          |
| 00－                             | ホセ・デ・ラ・マール José de la Mar                                                         |                                | 無所属 （軍人）        | －                              | 1822年9月21日 - 1823年2月27日   | 159日                    | 元首 （最高執政評議会議長）在任中に解任              |
| 001                              | ホセ・デ・ラ・リバ・アグエロ José de la Riva Agüero                                         |                                | 無所属 （軍人）        | －                              | 1823年2月28日 - 1823年6月23日   | 115日                    | 在任中に解任                                         |
| 002                              | ホセ・ベルナルド・デ・タグレ José Bernardo de Tagle                                         |                                | 無所属 （軍人）        | －                              | 1823年8月16日 - 1823年11月18日  | 178日                    |                                                      |
| 002                              | ホセ・ベルナルド・デ・タグレ José Bernardo de Tagle                                         | 1                              | 無所属 （軍人）        | 1823年11月18日 - 1824年2月10日  |                                 | 178日                    |                                                      |
| 00－                             | シモン・ボリバル Simón Bolívar                                                              |                                | 無所属 （軍人）        | －                              | 1824年2月10日 - 1827年1月27日   | 2年 + 351日              | 元首 （ペルーの解放者）                              |
| 00－                             | アンドレス・デ・サンタ・クルス Andrés de Santa Cruz                                         |                                | 無所属 （軍人）        | －                              | 1827年1月27日 - 1827年6月9日    | 133日                    | 元首 （政府評議会議長）                              |
| 003                              | ホセ・デ・ラ・マール José de la Mar                                                         |                                | 無所属 （軍人）        | 2                               | 1827年6月10日 - 1829年6月7日    | 1年 + 362日              | 在任中に解任                                         |
| 00－                             | アントニオ・グティエレス ・デ・ラ・フエンテ Antonio Gutiérrez de la Fuente                  |                                | 無所属 （軍人）        | －                              | 1829年6月7日 - 1829年9月1日     | 86日                     | 元首 （最高護民官）                                  |
| 00－                             | アグスティン・ガマーラ Agustín_Gamarra                                                      |                                | 無所属 （軍人）        | －                              | 1829年9月1日 - 1829年12月19日   | 109日                    | 暫定大統領                                           |
| 004                              | アグスティン・ガマーラ Agustín_Gamarra                                                      | 無所属 （軍人）                | 3                      | 1829年12月19日 - 1833年12月19日 | 4年 + 0日                       | 第6代大統領              |                                                      |
| 00－                             | ペドロ・パブロ・ベルムデス Pedro Pablo Bermúdez                                             |                                | 無所属 （軍人）        | －                              | 1833年12月19日 - 1833年12月21日 | 2日                      | 元首 （臨時最高護民官）                              |
| 005                              | ルイス・ホセ・デ・オルベゴソ Luis José de Orbegoso                                          |                                | 無所属 （軍人）        | 4                               | 1833年12月21日 - 1835年2月25日  | 1年 + 68日               |                                                      |
| 00－                             | フェリペ・サンティアゴ・サラベリー Felipe Santiago Salaverry                                |                                | 無所属 （軍人）        | －                              | 1835年2月25日 - 1836年2月7日    | 347日                    | 元首 （最高護民官）                                  |
| ペルー・ボリビア連合 (1836-1839) |                                                                                             |                                |                        |                                 |                                 |                          |                                                      |
| 代                               | 大統領                                                                                      | 大統領                         | 所属政党               | 期                              | 在任期間                        | 在任期間                 | 備考                                                 |
| 00－                             | アンドレス・デ・サンタ・クルス Andrés de Santa Cruz                                         |                                | 無所属 （軍人）        | －                              | 1836年10月28日 - 1839年2月20日  | 2年 + 115日              | 元首 （最高護民官）                                  |
| ペルー共和国 (1839-現在)         |                                                                                             |                                |                        |                                 |                                 |                          |                                                      |
| 代                               | 大統領                                                                                      | 大統領                         | 所属政党               | 期                              | 在任期間                        | 在任期間                 | 備考                                                 |
| 006                              | アグスティン・ガマーラ Agustín_Gamarra                                                      |                                | 無所属 （軍人）        | －                              | 1839年1月20日 - 1839年8月15日   | 2年 + 302日              | 第4代大統領                                          |
| 006                              | アグスティン・ガマーラ Agustín_Gamarra                                                      | －                             | 無所属 （軍人）        | 1839年8月15日 - 1840年7月10日   |                                 | 2年 + 302日              |                                                      |
| 006                              | アグスティン・ガマーラ Agustín_Gamarra                                                      | 5                              | 無所属 （軍人）        | 1840年7月10日 - 1841年11月18日  | 在任中に死去                    | 2年 + 302日              |                                                      |
| 軍事的無政府状態 (1841-1845)     |                                                                                             |                                |                        |                                 |                                 |                          |                                                      |
| 007                              | マヌエル・メネンデス Manuel Menéndez                                                        |                                | 無所属                 | －                              | 1841年11月18日 - 1842年8月16日  | 271日                    | 元首 （執政評議会議長） 第10代大統領在任中に解任     |
| 00－                             | フアン・クリソストモ・トリソ Juan Crisóstomo Torrico                                        |                                | 無所属 （軍人）        | －                              | 1842年8月16日 - 1842年10月20日  | 65日                     | 元首 （最高護民官）                                  |
| 008                              | ファン・フランシスコ・ビダル Juan Francisco de Vidal                                        |                                | 無所属 （軍人）        | －                              | 1842年10月20日 - 1843年3月15日  | 146日                    | 昇格 （執政評議会副議長）                            |
| 00－                             | フスト・フィゲロラ Justo Figuerola                                                          |                                | 無所属 （軍人）        | －                              | 1843年3月15日 - 1843年3月20日   | 5日                      | 元首 （暫定執政評議会議長）                          |
| 00－                             | マヌエル・イグナシオ・デ・ビバンコ Manuel Ignacio de Vivanco                                |                                | 無所属 （軍人）        | －                              | 1843年3月27日 - 1843年4月7日    | 1年 + 82日               | 元首 （最高執政官）                                  |
| 00－                             | マヌエル・イグナシオ・デ・ビバンコ Manuel Ignacio de Vivanco                                | －                             | 無所属 （軍人）        | 1843年4月7日 - 1844年6月17日    | 元首 （最高執政官）             | 1年 + 82日               |                                                      |
| 00－                             | ドミンゴ・エリアス Domingo Elías                                                            |                                | 無所属 （軍人）        | －                              | 1844年7月17日 - 1844年8月10日   | 24日                     | 元首 （最高執政官）                                  |
| 00－                             | ドミンゴ・ニエト Domingo Nieto                                                              |                                | 無所属 （軍人）        | －                              | 1843年9月3日 - 1844年2月17日    | 167日                    | 元首 （執政評議会議長）在任中に死去                  |
| 009                              | ラモン・カスティージャ Ramón Castilla                                                       |                                | 無所属 （軍人）        | －                              | 1844年2月17日 - 1844年8月10日   | 175日                    | 第11・13代大統領                                     |
| 00－                             | フスト・フィゲロラ Justo Figuerola                                                          |                                | 無所属 （軍人）        | －                              | 1844年8月10日 - 1844年10月7日   | 58日                     | 大統領代行 （首相）                                  |
| 010                              | マヌエル・メネンデス Manuel Menéndez                                                        |                                | 無所属                 | －                              | 1844年10月7日 - 1845年4月20日   | 195日                    | 第7代大統領                                          |
| 第二共和政 (1845-1866)           |                                                                                             |                                |                        |                                 |                                 |                          |                                                      |
| 011                              | ラモン・カスティージャ Ramón Castilla                                                       |                                | 無所属 （軍人）        | 6                               | 1845年4月20日 - 1851年4月20日   | 6年 + 0日                | 第9・13代大統領                                      |
| 012                              | ホセ・ルフィーノ・エチェニケ José Rufino Echenique                                          |                                | 無所属 （軍人）        | 7                               | 1851年4月20日 - 1855年1月5日    | 3年 + 260日              |                                                      |
| 013                              | ラモン・カスティージャ Ramón Castilla                                                       |                                | 無所属 （軍人）        | －                              | 1855年1月5日 - 1858年           | 7年 + 292日              | 第9・11代大統領                                      |
| 013                              | ラモン・カスティージャ Ramón Castilla                                                       | 8                              | 無所属 （軍人）        | 1858年 - 1862年10月24日         |                                 | 7年 + 292日              |                                                      |
| 014                              | ミゲル・デ・サン・ロマン Miguel de San Román                                                |                                | 無所属 （軍人）        | 9                               | 1862年10月24日 - 1863年4月3日   | 161日                    | 在任中に死去                                         |
| 015                              | ペドロ・ディエス・カンセコ Pedro Diez Canseco                                               |                                | 無所属 （軍人）        | 9                               | 1863年4月3日 - 1863年8月5日     | 124日                    | 昇格 （第2副大統領） 第18代大統領任期満了前に辞任    |
| 016                              | フアン・アントニオ・ペセト Juan Antonio Pezet                                               |                                | 無所属 （軍人）        | 9                               | 1863年8月5日 - 1865年11月8日    | 2年 + 95日               | 昇格 （第1副大統領）在任中に辞任                     |
| 00－                             | ペドロ・ディエス・カンセコ Pedro Diez Canseco                                               |                                | 無所属 （軍人）        | 9                               | 1863年11月8日 - 1865年11月28日  | 2年 + 20日               | 大統領代行 （第1副大統領）                           |
| 00－                             | マリアーノ・イグナシオ・プラード Mariano Ignacio Prado                                      |                                | 無所属 （軍人）        | －                              | 1865年11月28日 - 1867年2月15日  | 1年 + 79日               | 元首 （最高執政官）                                  |
| 00－                             | マリアーノ・イグナシオ・プラード Mariano Ignacio Prado                                      | －                             | 無所属 （軍人）        | 1867年2月15日 - 1867年8月31日   | 197日 （計 276日）              | 暫定大統領               |                                                      |
| 017                              | マリアーノ・イグナシオ・プラード Mariano Ignacio Prado                                      | 10                             | 無所属 （軍人）        | 1867年8月31日 - 1868年1月7日    | 129日 （計 2年 + 38日）         | 第21代大統領在任中に辞任 |                                                      |
| 018                              | ペドロ・ディエス・カンセコ Pedro Diez Canseco                                               | 10                             |                        | 無所属 （軍人）                 | 1868年1月7日 - 1868年8月2日     | 208日                    | 第15代大統領在任中に辞任                             |
| 019                              | ホセ・バルタ José Balta                                                                     |                                | 無所属 （軍人）        | 11                              | 1868年8月2日 - 1872年7月22日    | 3年 + 355日              | 在任中に死去                                         |
| 00－                             | トマス・グティエレス Tomás Gutiérrez                                                        |                                | 無所属 （軍人）        | －                              | 1872年7月22日 - 1872年7月26日   | 4日                      | 元首 （最高執政官）                                  |
| 00－                             | ペドロ・ディエス・カンセコ                                                                  |                                | 無所属 （軍人）        | －                              | 1872年7月26日 - 1872年7月27日   | 1日                      | 大統領代行 （第2副大統領）                           |
| 00－                             | マリアーノ・ヘレンシア・ゼバロス Mariano Herencia Zevallos                                  |                                | 市民党                 | －                              | 1872年7月27日 - 1872年8月2日    | 6日                      | 大統領代行 （第1副大統領）                           |
| 020                              | マヌエル・プラード Manuel Pardo                                                             |                                | 市民党                 | 12                              | 1872年8月2日 - 1876年8月2日     | 4年 + 0日                |                                                      |
| 硝石戦争勃発（1879年4月5日-）    |                                                                                             |                                |                        |                                 |                                 |                          |                                                      |
| 021                              | マリアーノ・イグナシオ・プラード Mariano Ignacio Prado                                      |                                | 市民党                 | 13                              | 1876年8月2日 - 1879年12月18日   | 3年 + 138日              | 第17代大統領任期満了前に解任                         |
| 022                              | ルイス・ラ・プエルタ Luis La Puerta                                                         |                                | 無所属 （軍人）        | 13                              | 1879年12月18日 - 1879年12月23日 | 5日                      | 昇格 （第1副大統領）                                 |
| 023                              | ニコラス・デ・ピエロラ Nicolás de Piérola                                                   |                                | 無所属                 | －                              | 1879年12月23日 - 1881年7月28日  | 1年 + 217日              | 元首 （最高司令官） 第31代大統領                     |
| 023                              | ニコラス・デ・ピエロラ Nicolás de Piérola                                                   | 1881年7月29日 - 1881年12月28日 | 無所属                 | －                              | 152日 （計 2年 + 5日）          | 在任中に辞任             |                                                      |
| 00－                             | フランシスコ・ガルシア・カルデロン Francisco García Calderón                                |                                | 無所属                 | －                              | 1881年3月12日 - 1881年7月10日   | 120日                    | 暫定大統領                                           |
| 024                              | フランシスコ・ガルシア・カルデロン Francisco García Calderón                                | －                             | 無所属                 | 1881年7月10日 - 1881年11月6日   | 119日 （計 239日）              | 在任中に辞任             |                                                      |
| 025                              | リサルド・モンテーロ Lizardo Montero Flores                                                 |                                | 市民党                 | －                              | 1881年11月6日 - 1883年10月28日  | 1年 + 356日              | 暫定大統領                                           |
| 026                              | ミゲル・イグレシアス Miguel Iglesias                                                        |                                | 無所属 （軍人）        | －                              | 1882年8月31日 - 1882年12月30日  | 3年 + 94日               | 元首 （最高執行官）                                  |
| 026                              | ミゲル・イグレシアス Miguel Iglesias                                                        | －                             | 無所属 （軍人）        | 1882年12月30日 - 1884年3月1日   | 再生政府大統領                  | 3年 + 94日               |                                                      |
| 026                              | ミゲル・イグレシアス Miguel Iglesias                                                        | －                             | 無所属 （軍人）        | 1884年3月1日 - 1885年12月3日    | 暫定大統領在任中に辞任          | 3年 + 94日               |                                                      |
| 硝石戦争終結（1884年4月5日）     |                                                                                             |                                |                        |                                 |                                 |                          |                                                      |
| 00－                             | アントニオ・アレナス Antonio Arenas                                                         |                                | 無所属                 | －                              | 1885年12月3日 - 1886年6月3日    | 182日                    | 暫定大統領                                           |
| 027                              | アンドレス・アベリーノ・カンセレス Andrés Avelino Cáceres                                   |                                | 保守党                 | 14                              | 1886年6月3日 - 1890年8月10日    | 4年 + 68日               | 第30代大統領                                         |
| 028                              | レミヒオ・モラレス・ベルムデス Remigio Morales Bermúdez                                     |                                | 保守党                 | 15                              | 1890年8月10日 - 1894年4月1日    | 3年 + 234日              | 在任中に死去                                         |
| 029                              | フスティアーノ・ボルゴーニョ Justiniano Borgoño                                             |                                | 保守党                 | 15                              | 1894年4月1日 - 1894年8月10日    | 131日                    | 昇格 （副大統領）                                    |
| 030                              | アンドレス・アベリーノ・カンセレス Andrés Avelino Cáceres                                   |                                | 保守党                 | 16                              | 1894年8月10日 - 1895年3月20日   | 222日                    | 第27代大統領任期満了前に辞任                         |
| 00－                             | マヌエル・カンダモ・イリアルテ Manuel Candamo Iriarte                                       |                                | 市民党                 | －                              | 1895年3月20日 - 1895年9月8日    | 172日                    | 元首代行 （臨時統治評議会議長）                      |
| 031                              | ニコラス・デ・ピエロラ Nicolás de Piérola                                                   |                                | 民主党                 | 17                              | 1895年9月8日 - 1899年9月8日     | 4年 + 0日                | 第23代大統領                                         |
| 032                              | エドゥアルド・ロペス・デ・ロマーニャ Eduardo López de Romaña                                |                                | 市民党                 | 18                              | 1899年9月8日 - 1903年9月8日     | 4年 + 0日                |                                                      |
| 033                              | マヌエル・カンダモ・イリアルテ Manuel Candamo Iriarte                                       |                                | 市民党                 | 19                              | 1903年9月8日 - 1904年5月7日     | 242日                    | 在任中に死去                                         |
| 034                              | セラピオ・カルデロン Serapio Calderón                                                       |                                | 市民党                 | 19                              | 1904年5月7日 - 1904年12月24日   | 231日                    | 昇格 （副大統領）                                    |
| 035                              | ホセ・パルド・イ・バレーダ José Pardo y Barreda                                             |                                | 市民党                 | 20                              | 1904年12月24日 - 1908年12月24日 | 4年 + 0日                | 第39代大統領                                         |
| 036                              | アウグスト・ベルナルディーノ ・レギーア・イ・サルセード Augusto Bernardino Leguía y Salcedo |                                | 民主党                 | 21                              | 1908年12月24日 - 1912年12月24日 | 4年 + 0日                | 第40代大統領                                         |
| 037                              | ギジェルモ・ビジングルスト Guillermo Billinghurst                                           |                                | 民主党                 | 22                              | 1912年9月24日 - 1914年2月4日    | 1年 + 133日              | 在任中に解任                                         |
| 00－                             | オスカル・ベナビデス Óscar R. Benavides                                                     |                                | 無所属 （軍人）        | －                              | 1914年2月4日 - 1914年5月15日    | 100日                    | 暫定元首 （統治評議会議長）                          |
| 038                              | オスカル・ベナビデス Óscar R. Benavides                                                     | －                             | 無所属 （軍人）        | 1914年5月15日 - 1915年8月18日   | 1年 + 95日 （計 1年 + 195日）   | 第42代大統領             |                                                      |
| 039                              | ホセ・パルド・イ・バレーダ José Pardo y Barreda                                             |                                | 市民党                 | 23                              | 1915年8月18日 - 1919年7月4日    | 3年 + 320日              | 第35代大統領                                         |
| 00－                             | アウグスト・ベルナルディーノ ・レギーア・イ・サルセード Augusto Bernardino Leguía y Salcedo |                                | 無所属                 | －                              | 1919年7月4日 - 1919年10月12日   | 100日                    | 暫定大統領                                           |
| 040                              | アウグスト・ベルナルディーノ ・レギーア・イ・サルセード Augusto Bernardino Leguía y Salcedo | 改革民主党                     | 24                     | 1919年10月12日 - 1924年10月12日 | 10年 + 317日 （計 11年 + 52日） | 第36代大統領             |                                                      |
| 040                              | アウグスト・ベルナルディーノ ・レギーア・イ・サルセード Augusto Bernardino Leguía y Salcedo | 改革民主党                     | －                     | 1924年10月12日 - 1929年10月12日 | 10年 + 317日 （計 11年 + 52日） |                          |                                                      |
| 040                              | アウグスト・ベルナルディーノ ・レギーア・イ・サルセード Augusto Bernardino Leguía y Salcedo | 改革民主党                     | －                     | 1929年10月12日 - 1930年8月25日  | 10年 + 317日 （計 11年 + 52日） |                          |                                                      |
| 00－                             | マヌエル・マリア・ポンセ・ブロウセト Manuel María Ponce Brousset                            |                                | 無所属 （軍人）        | －                              | 1930年8月25日 - 1930年8月27日   | 2日                      | 元首代行 （臨時評議会議長）                          |
| 00－                             | ルイス・ミゲル・サンチェス・セロ Luis Miguel Sánchez Cerro                                  |                                | 無所属 （軍人）        | －                              | 1930年8月27日 - 1931年3月1日    | 186日                    | 元首代行 （臨時評議会議長）                          |
| 00－                             | マリアーノ・オルギン Mariano Holguín                                                        |                                | 無所属                 | －                              | 1931年3月1日 - 1931年3月1日     | 0日                      | 元首代行 （著名人会議議長）                          |
| 00－                             | リカルド・レオンシオ・エリアス・アリアス Ricardo Leoncio Elías Arias                        |                                | 無所属                 | －                              | 1931年3月1日 - 1931年3月11日    | 10日                     | 元首代行 （暫定統治委員会委員長） （最高裁判所長官） |
| 00－                             | グスタボ・ヒメネス Gustavo Jiménez Saldías                                                  |                                | 無所属                 | －                              | 1931年3月5日 - 1931年3月11日    | 6日                      | 元首代行 （臨時評議会議長）                          |
| 00－                             | ダビッド・サマネス・オカンポ David Samanez Ocampo                                           |                                | 民主党                 | －                              | 1931年3月11日 - 1931年12月8日   | 272日                    | 元首代行 （南部評議会議長）                          |
| 041                              | ルイス・ミゲル・サンチェス・セロ Luis Miguel Sánchez Cerro                                  |                                | 革命同盟               | 25                              | 1931年12月8日 - 1933年4月30日   | 1年 + 143日              | 在任中に死去                                         |
| 042                              | オスカル・ベナビデス Óscar R. Benavides                                                     |                                | 無所属 （軍人）        | －                              | 1933年4月30日 - 1939年12月8日   | 6年 + 222日              | 第38代大統領                                         |
| 00－                             | ルイス・アントニオ ・エギグレン・エスクデロ Luis Antonio Eguiguren Escudero                 |                                | 社会民主党             | 26                              | －                              | －                       | 選挙無効                                             |
| 043                              | マヌエル・プラード・イ・ウガルテチェ Manuel Prado Ugarteche                                 |                                | 保守連合               | 27                              | 1939年12月8日 - 1945年7月28日   | 5年 + 232日              | 第46代大統領                                         |
| 044                              | ホセ・ルイス・ブスタマンテ・イ・リベロ José Luis Bustamante y Rivero                        |                                | 国民民主戦線           | 28                              | 1945年7月28日 - 1948年10月29日  | 3年 + 93日               |                                                      |
| 045                              | マヌエル・オドリーア Manuel A. Odría                                                        |                                | 無所属 （軍人）        | －                              | 1948年11月1日 - 1950年6月1日    | 1年 + 212日              | 元首 （軍事評議会議長）                              |
| 00－                             | セノン・ノリエガ・アグエロ Zenón Noriega Agüero                                             |                                | 無所属 （軍人）        | －                              | 1950年6月1日 - 1950年7月28日    | 57日                     | 元首代行 （軍事評議会議長代行）                      |
| (45)                             | マヌエル・オドリーア Manuel A. Odría                                                        |                                | 無所属 （軍人）        | 29                              | 1950年7月28日 - 1956年7月28日   | 6年 + 0日                |                                                      |
| 046                              | マヌエル・プラード・イ・ウガルテチェ Manuel Prado Ugarteche                                 |                                | ペルー民主同盟         | 30                              | 1956年7月28日 - 1962年7月18日   | 5年 + 355日              | 第43代大統領                                         |
| 00－                             | ビクトル・ラウル・ハヤ・デ・ラ・トーレ Víctor Raúl Haya de la Torre                         |                                | アメリカ革命人民同盟   | 31                              | －                              | －                       | 選挙無効                                             |
| 047                              | リカルド・ペレス・ゴドイ Ricardo Pérez Godoy                                                |                                | 無所属 （軍人）        | －                              | 1962年7月18日 - 1963年3月3日    | 228日                    | 元首 （軍事評議会議長）                              |
| 048                              | ニコラス・リンドレー・ロペス Nicolás Lindley López                                          |                                | 無所属 （軍人）        | －                              | 1963年3月3日 - 1963年7月28日    | 147日                    | 元首 （軍事評議会議長）                              |
| 049                              | フェルナンド・ベラウンデ・テリー Fernando Belaúnde Terry                                    |                                | 人民行動党             | 32                              | 1963年7月28日 - 1968年10月3日   | 5年 + 67日               | 第52代大統領任期満了前に失職                         |
| 050                              | フアン・ベラスコ・アルバラード Juan Velasco Alvarado                                        |                                | 無所属 （軍人）        | －                              | 1968年10月3日 - 1975年8月30日   | 6年 + 331日              | 元首 （軍事評議会議長）在任中に失職                  |
| 051                              | フランシスコ・モラレス・ベルムデス Francisco Morales Bermúdez                               |                                | 無所属 （軍人）        | －                              | 1975年8月30日 - 1980年7月28日   | 4年 + 333日              | 元首 （軍事評議会議長）                              |
| 052                              | フェルナンド・ベラウンデ・テリー Fernando Belaúnde Terry                                    |                                | 人民行動党             | 33                              | 1980年7月28日 - 1985年7月28日   | 5年 + 0日                | 第49代大統領                                         |
| 053                              | アラン・ガルシア Alan García                                                                |                                | アメリカ革命人民同盟   | 34                              | 1985年7月28日 - 1990年7月28日   | 5年 + 0日                | 第57代大統領                                         |
| 054                              | アルベルト・フジモリ Alberto Fujimori                                                       |                                | 変革90                 | 35                              | 1990年7月28日 - 1992年4月22日   | 10年 + 116日             |                                                      |
| 054                              | アルベルト・フジモリ Alberto Fujimori                                                       | －                             | 変革90                 | 1992年4月22日 - 1993年1月9日    | 緊急国家復興政府大統領          | 10年 + 116日             |                                                      |
| 054                              | アルベルト・フジモリ Alberto Fujimori                                                       | 変革90・新しい多数派           | －                     | 1993年1月9日 - 1995年7月28日    |                                 | 10年 + 116日             |                                                      |
| 054                              | アルベルト・フジモリ Alberto Fujimori                                                       | 変革90・新しい多数派           | 36                     | 1995年7月28日 - 2000年7月28日   |                                 | 10年 + 116日             |                                                      |
| 054                              | アルベルト・フジモリ Alberto Fujimori                                                       | ペルー2000                     | 37                     | 2000年7月28日 - 2000年11月21日  | 任期満了前に失職                | 10年 + 116日             |                                                      |
| 055                              | バレンティン・パニアグア Valentín Paniagua                                                  |                                | 37                     | 人民行動党                      | 2000年11月21日 - 2001年7月28日  | 249日                    | 昇格 （共和国議会議長）                              |
| 056                              | アレハンドロ・トレド Alejandro Toledo                                                       |                                | ペルーの可能性         | 38                              | 2001年7月28日 - 2006年7月28日   | 5年 + 0日                |                                                      |
| 057                              | アラン・ガルシア Alan García                                                                |                                | アプラ党               | 39                              | 2006年7月28日 - 2011年7月28日   | 5年 + 0日                | 第53代大統領                                         |
| 058                              | オジャンタ・ウマラ Ollanta Humala                                                           |                                | ペルー国民党           | 40                              | 2011年7月28日 - 2016年7月28日   | 5年 + 0日                |                                                      |
| 059                              | ペドロ・パブロ・クチンスキ Pedro Pablo Kuczynski                                            |                                | 変革のためのペルー国民 | 41                              | 2016年 - 2018年3月23日          | 1年 + 238日              | 任期満了前に辞任                                     |
| 060                              | マルティン・ビスカラ Martín Vizcarra                                                        |                                | 無所属                 | 41                              | 2018年3月23日 - 2020年11月9日   | 2年 + 231日              | 昇格 （第1副大統領）任期満了前に失職                 |
| 061                              | マヌエル・メリーノ Manuel Merino                                                            |                                | 人民行動党             | 41                              | 2020年11月10日 - 2020年11月15日 | 5日                      | 昇格 （国民議会議長）任期満了前に辞任                |
| 062                              | フランシスコ・サガスティ Francisco Sagasti                                                  |                                | モラド党               | 41                              | 2020年11月17日 - 2021年7月28日  | 253日                    | 昇格 （国民議会議長）                                |
| 063                              | ペドロ・カスティジョ Pedro Castillo                                                         |                                | ペルー・リブレ党       | 42                              | 2021年7月28日 - 2022年12月7日   | 1年 + 132日              | 任期満了前に失職                                     |
| 064                              | ディナ・ボルアルテ Dina Boluarte                                                            |                                | 無所属                 | 42                              | 2022年12月7日 - （現職）        | 2年 + 250日              | 昇格 （第1副大統領）                                 |

### 暫定大統領の一覧
| 代   | 大統領                                  | 大統領 | 所属政党 | 期 | 在任期間                      | 在任期間 | 備考           |
| ---- | --------------------------------------- | ------ | -------- | -- | ----------------------------- | -------- | -------------- |
| 00－ | マキシモ・サン・ロマン Máximo San Román |        | 変革90   | － | 1992年4月21日 - 1993年1月9日  | 263日    | 共和国議会議長 |
| 00－ | メルセデス・アラオス Mercedes Aráoz     |        | 無所属   | － | 2019年9月30日 - 2019年10月1日 | 1日      | 第2副大統領    |